# Srednji Lipovac
Srednji Lipovac falu Horvátországban, Bród-Szávamente megyében. Közigazgatásilag Újkapelához tartozik.

## Fekvése
Bródtól légvonalban 30, közúton 39 km-re északnyugatra, Pozsegától   légvonalban 9, közúton 12 km-re délre, községközpontjától 6 km-re északra, Nyugat-Szlavóniában, a Pozsegai-hegység déli lejtőin, a Brajnovac-patak mentén fekszik.

## Története
Lipovac település már a középkorban is létezett. 1444-ben „Lypoucz” alakban szerepel Pozsega várának tartozékai között. 1536 körül szállta meg a török, de továbbra is lakott település maradt. Szent Lukács templomát 1660-ban említik. 1698-ban a kamarai összeírásban „Lypovacz” néven Orbova keleti szomszédjaként találjuk a török uralom alól felszabadított szlavóniai települések között. A korabeli dokumentumokban egységes településként szerepel, amely azonban 11 településrészből állt. A település központja a mai Srednji Lipovac területén volt.
1730-ban Lipovacon 100 ház volt. A falu bejárata előtti dombon álló Szent Lukács templom mellett még 8 másik kisméretű kápolnája volt. A templom körül volt a temető, ahova minden lipovaci lakos temetkezett. 1746-ban 72 házat számláltak a településen.
1760-ban Lipovac Šušanja (Donji Lipovac) és Matićevac (Gornji Lipovac) nélkül a következő településekből állt: Ćikardić Mala 9 házzal, 24 családdal, 132 lakossal, Bogdanović Mala (1758-ban még Bogdanović, Benić és Jelčić Mala) 22 házzal, 38 családdal és 214 lakossal, Fićković Mala 10 házzal, 22 családdal és 141 lakossal, Diedović Mala 19 házzal, 32 családdal és 188 lakossal, Hergović Mala 10 házzal, 23 családdal és 123 lakossal, Ferić Mala 9 házzal, 21 családdal és 84 lakossal, Glavić Mala 8 házzal, 15 családdal és 85 lakossal. 1769-ben a településnek összesen 137 háza, 244 családja és 1418 katolikus lakosa volt.

Az első katonai felmérés térképén „Mittel Lipovacz” néven található. A gradiskai ezredhez tartozott. Lipszky János 1808-ban Budán kiadott repertóriumában „Lipovacz (Szredni)” néven szerepel. Nagy Lajos 1829-ben kiadott művében „Lipovacz (Stredni)” néven 108 házzal, 549 katolikus vallású lakossal találjuk. A katonai közigazgatás megszüntetése után 1871-ben Pozsega vármegyéhez csatolták.
A településnek 1857-ben 463, 1910-ben 676 lakosa volt. Az 1910-es népszámlálás szerint lakosságának 99%-a horvát anyanyelvű volt. Pozsega vármegye Újgradiskai járásának része volt. Az első világháború után 1918-ban az új szerb-horvát-szlovén állam, majd később (1929-ben) Jugoszlávia része lett. A település 1991-től a független Horvátországhoz tartozik. 1991-ben lakosságának 99%-a horvát nemzetiségű volt. 2011-ben 302 lakosa volt.

## Lakossága
| Lakosság változása | Lakosság változása | Lakosság változása | Lakosság változása | Lakosság változása | Lakosság változása | Lakosság változása | Lakosság változása | Lakosság változása | Lakosság változása | Lakosság változása | Lakosság változása | Lakosság változása | Lakosság változása | Lakosság változása | Lakosság változása |
| ------------------ | ------------------ | ------------------ | ------------------ | ------------------ | ------------------ | ------------------ | ------------------ | ------------------ | ------------------ | ------------------ | ------------------ | ------------------ | ------------------ | ------------------ | ------------------ |
| 1857               | 1869               | 1880               | 1890               | 1900               | 1910               | 1921               | 1931               | 1948               | 1953               | 1961               | 1971               | 1981               | 1991               | 2001               | 2011               |
| 463                | 489                | 490                | 558                | 556                | 676                | 642                | 698                | 790                | 784                | 788                | 758                | 594                | 487                | 407                | 302                |

## Nevezetességei
Szent Lukács tiszteletére szentelt római katolikus temploma a falu bejárata előtt a Pozsegai-hegység egyik magaslatán áll az Újkapeláról Pozsegára vezető út mellett. Škiljan szerint a helyén már a 13. században állt Orljavica nemesi vára. A templom is középkori eredetű, mely szerencsésen átvészelte a török uralmat is, amikor a velikei ferences atyák felügyelete alatt állt. A török kiűzése után bővítették és barokk stílusban alakították át, de ennek ellenére maradtak gótikus stílusjegyei. A templomot téglából építették keskeny, egyenes záródású szentéllyel. A hajó és a szentély sarkait gótikus kváderkövek erősítik. A szentélyt diadalív választja el a templom többi részétől. A homlokzaton barokk harangtorony áll. Érdekességként meg kell említeni egy beépített bosnyák feliratos követ, mely a török időkből származik. Az oltár mögött egy kőben hieroglifákra emlékeztető jelek vannak bevésve. A hagyomány úgy tartja, hogy ez a kő a nép körében gyógyító erővel volt felruházva. A templom a második világháború idején károkat szenvedett, nemrég pedig vigyázatlanság miatt tűzkár érte, mely után részben fel kellett újítani.